# Museo parrocchiale d'arte sacra
Il Museo parrocchiale d'arte sacra di Ponte di Legno (provincia di Brescia) nasce nel 1980 dalla ristrutturazione della casa parrocchiale.
Al suo interno suppellettili, arredi, paramenti sacri ricamati a mano, calici ed ostensori del XVII secolo.